# Rochdale AFC
A Rochdale Association Football Club egy angol labdarúgócsapat, melynek székhelye Rochdale városában, Greater Manchester megyében található. 1907-ben alapították és 1921-ben lett a The Football League tagja. Hazai mérkőzéseit a 10 249 férőhelyes Spotland Stadionban játssza. Jelenleg a League One-ban, azaz a harmadosztályban szerepel.
A csapat 1921 óta folyamatosan a The Football League alsó két osztályában szerepelt. Háromszor ünnepelhetett feljutást: 1969-ben, 2010-ben és 2014-ben, de egyik alkalommal sem bajnokként jutott fel a magasabb osztályba. Bár a Rochdale egyetlen profi bajnoki címet vagy kupát sem nyert meg a The Football League-ben töltött ideje alatt, 1962-ben bejutott a Ligakupa döntőjébe. Ez korábban egyetlen csapatnak sem sikerült a The Football League legalsóbb osztályából.

## Klubtörténet

A Rochdale bajnoki helyezései

A Rochdale-t 1907-ben alapították és a kezdeti években csak kisebb területi bajnokságokban szerepelt. Az első világháború után aztán a klub is jelentkezett tagságért, amikor a The Football League bővítést hirdetett. 1921-ben így nyert felvételt a harmadosztály északi csoportjába. Első mérkőzését a The Football League-ben az Accrington Stanley ellen játszotta, 1921. augusztus 27-én, hazai pályán és 6-3-ra győzött. A kezdeti siker ellenére végül a bajnokság utolsó helyén zárt és csak a sikeres újrajelentkezésének köszönhetően maradt bent.
A csapat első komolyabb sikere az volt, amikor 1962-ben bejutott a Ligakupa döntőjébe, ahol aztán kikapott a Norwich Citytől. Ez volt az első alkalom, hogy a The Football League legalsó osztályából egy csapat bejutott a döntőbe. 1959-ben a Rochdale kiesett az azóta egységesített harmadosztályból a negyedosztályba. Egészen tíz évig maradt ott, majd 1969-ben elérte első feljutását. A sikerben nagy szerepe volt Bob Stokoe menedzsernek, de munkáját már segítője, Len Richley fejezte be, mivel ő időközben a Carlisle Unitedhez szerződött. Richley irányítása alatt jól kezdett a Division Three-ben a csapat és eleinte a tabellát is vezette, de 1969 karácsonyára annyira leromlott a teljesítménye, hogy a menedzser távozni kényszerült. Helyére Dick Conner érkezett, akivel végül a 9. helyen zárt az együttes, ami máig a valaha volt legmagasabb helyezése. A következő három szezonban mindvégig a kiesés ellen küzdött, ami a vezetőség nem nézett jó szemmel, ezért menesztette Connert. Helyére Walter Joyce-t nevezték ki, de ez nem bizonyult jó döntésnek, mivel az 1973/74-es idény végén a Rochdale visszaesett a negyedosztályba úgy, hogy 46 meccséből mindössze kettőt nyert meg.
A csapat 1974 és 2010 között sorozatban 36 szezont töltött a negyedosztályban, ami rekordnak számít. Emellett a Rochdale-é a legalacsonyabb átlaghelyezés azok közül a csapatok közül, akik az 1921-es bővítés óta folyamatosan a The Football League tagjai voltak.
A Rochdale a negyedosztályban sem szerepelt jól és az 1977/78-es szezonban az utolsó helyen zárt. Azonban ismét újrajelentkezett és helyette az eggyel jobb helyen végző Southport esett ki. Az 1979/80-as évadban utolsó előtti lett a csapat, de ismét sikerült bentmaradnia, az újrafelvételi szavazáson egyetlen ponttal megelőzve az Altrinchamet.
Az 1989/90-es idényben a klub története során először eljutott az FA Kupa ötödik fordulójáig, ahol 1-0-ra kikapott a Crystal Palace-tól. 1998 Steve Parkin lett a menedzser, akinek az irányítása alatt folyamatosan javulni kezdett a csapat teljesítménye. A jó szerepléshez az olyan tehetséges játékosok is hozzájárultak, mint Gary Jones, Clive Platt, Grant Holt és Kevin Townson. Parkin 2001 novemberében a Barsnelyhoz távozott, a csapat ekkor a második helyen állt a negyedosztályban. Ez a döntés nem tette őt népszerűvé a szurkolók körében, főleg, hogy Jonest is magával vitte. John Hollins lett az új vezetőedző, akivel az ötödik helyet szerezte meg végül a Rochdale, így indulhatott a rájátszásban, de az elődöntőben kikapott a Rushden & Diamondstól.
A csapatnak ismét sikerült eljutnia az FA Kupa ötödik fordulójába, ahol 3-1-re kikapott a Wolverhampton Wanderers otthonában. A menedzseri poszton Hollinst 2002-ben Paul Simpson váltotta, majd 2003-ban egy rövid időre Alan Buckley ült le a kispadra, majd ismét Steve Parkin következett, akit 2006 decemberében menesztett a vezetőség. Keith Hill váltotta, aki azóta a klub valaha volt legeredményesebb menedzsere lett. A 2007/08-as szezonban az ötödik helyre vezette a Rochdale-t, így az indulhatott a feljutásért vívott rájátszásban. A csapat az elődöntőben tizenegyesekkel legyőzte a Darlingtont, így története során először pályára léphetett a döntőnek otthont adó Wembleyben. A Stockport County elleni meccsen sikerült megszereznie a vezetést, de végül 3-2-re kikapott, így maradt a negyedosztályban.
A következő idényben ismét kivívta a rájátszásban való részvételt, de győznie ezúttal sem sikerült. A hosszú várakozást a 2009/10-es évad törte meg, amikor a harmadik helyet szerezte meg, így automatikusan feljutott a League One-ba. A magasabb osztályban sikerült a tisztes helytállás, a 9. helyen zárt a klub, ezzel megismételve 1969/70-es legjobb bajnoki eredményét.
2011. június 1-jén Hill a Championshipben szereplő Barnsleyhoz szerződött. Utódja a Manchester City korábbi ifiedzője, Steve Eyre lett, aki június 12-én írta alá a szerződését. Ő azonban nem váltotta be a hozzá fűzött reményeket és mindössze 27 tétmeccs után távozni kényszerült. Ideiglenesen az ifiakadémia vezetője, Chris Beech vette át a helyét, de vele sem javultak az eredmények, a csapat többek között 5-1-re kikapott a Stevenage-től és 3-0-ra az utolsó helyen álló Wycombe Wandererstől.2012. január 24-én hivatalossá vált, hogy a több mint tíz éve az Accrington Stanleyt irányító John Coleman ül le a kispadra. Bemutatkozása remekül sikerült, hiszen a Rochdale 3-0-ra legyőzte a rivális Buryt, a kieséstől azonban így sem tudta megmenteni a csapatot. Az április 21-i, Chesterfield elleni vereséggel biztossá vált, hogy a kék-feketék visszaesnek a League Two-ba.
Colemant 2013. január 21-én menesztette a klub egy gyenge sorozatot követően, helyét a korábbi sikeredző, Keith Hill vette át. Hill vezetése alatt ismét feljavult a Rochdale teljesítménye és a 2013/14-es szezonban ismét feljutott a harmadosztályba.

## Klubszínek
A Rochdale jelenlegi klubszínei a kék és a fekete. Hazai szerelése kék mezből, kék-fekete sortból és kék-fekete csíkos zokniból áll. Eredetileg azonban fekete-fehér csíkos mezben játszott a csapat, ezt a színösszeállítást a klub alapításakor jól szereplő Newcastle United ihlette. A fekete-fehér szerelés a 2007/08-as idényben egy szezon erejéig visszatért, így megemlékezve a Rochdale alapításának századik évfordulójáról. 1949-től már kék-fehér mezt használt a csapat, majd csak ezután váltott a mostani, kék-fekete színösszeállításra.

## Címerek
A csapat címerének a középpontjában a korábbi Rochdale Megyei Önkormányzat címerének egy valamelyes modernizált változata áll, körülötte pedig egy kék kör alakú szegély látható, melyben a csapat neve és beceneve olvasható. A megyei címer közepén található egy pajzs, melynek a belsejében egy zsák gyapjú és gyapotnövények láthatók, utalva a város történelmi gyapjú- és gyapotfeldolgozó üzemeire. A pajzs szélén nyolc madár kapott helyet. A pajzs felett gyapjú és egy régi malomkő látható, további utalásként a város fő történelmi iparágaira. A pajzs alatt a "Crede Signo" mottó olvasható, mely magyarul azt jelenti, hogy "Higgy a jelben". Bár a megyei önkormányzat helyét azóta átvette a nagyvárosi önkormányzat, mely új címert kapott, a Rochdale csapata továbbra is kitart a korábbi címet mellett.

## Stadion
A Rochdale a 10 249 néző befogadására alkalmas Spotland Stadionban játssza. A stadion 1920-ban kimondottan a klub számára épült, de 1988 óta közösen birtokolja azt a Rochdal Hornets rögbicsapattal és Rochdale város tanácsával.

## Riválisok
Amióta a klub a The Football League-ben szerepel, a legfőbb riválisainak a Bury, az Oldham Athletic, a Burnley, a Halifax Town, a Stockport County és az Accrington Stanley számítanak.

## Játékosok

### Jelenlegi keret
2014. május 30. szerint
| #  |        | Poszt | Név               |
| -- | ------ | ----- | ----------------- |
| 1  | ENG    | K     | Josh Lillis       |
| 2  | IRE    | V     | Joseph Rafferty   |
| 3  | ENG    | V     | Rhys Bennett      |
| 4  | IRE    | V     | Sean McGinty      |
| 5  | ENG    | V     | Ashley Eastham    |
| 6  | ENG    | V     | Oliver Lancashire |
| 7  | Jersey | KP    | Peter Vincenti    |
| 8  | NIR    | KP    | Matthew Lund      |
| 9  | ENG    | CS    | Calvin Andrew     |
| 12 | IRL    | KP    | Stephen Dawson    |
| 14 | FRA    | KP    | Bastien Hery      |
| 16 | ENG    | KP    | Matt Done         |
| 17 | ENG    | V     | Scott Tanser      |
| 18 | ENG    | CS    | Jack Muldoon      |

| #  |     | Poszt | Név                                                     |
| -- | --- | ----- | ------------------------------------------------------- |
| 20 | IRL | KP    | Brian Barry-Murphy                                      |
| 21 | ENG | K     | Jonathan Diba Musangu                                   |
| 22 | IRL | K     | Conrad Logan (kölcsönben a Leicester Citytől)           |
| 23 | ENG | K     | Steve Collis                                            |
| 24 | ENG | KP    | Jamie Allen                                             |
| 25 | ENG | V     | Michael Rose                                            |
| 26 | ENG | KP    | Joel Logan                                              |
| 27 | ENG | KP    | Andy Cannon                                             |
| 28 | NIR | KP    | Callum Camps                                            |
| 29 | ENG | V     | Jack O’Connell (kölcsönben a Blackburn Roverstől)       |
| 33 | ENG | V     | Tom Kennedy                                             |
| 39 | ENG | CS    | Joe Bunney                                              |
| 40 | ENG | CS    | Ian Henderson                                           |
| 45 | ENG | CS    | Shamir Fenelon (kölcsönben a Brighton & Hove Albiontól) |

## Sikerek
- Ligakupa
  - Ezüstérmes: 1962
- Lancashire Combination
  - Győztes: 1910/11, 1911/12
- Lancashire Cup
  - Győztes: 1948/49, 1970/71, 2004/05

## Rekordok
- Legkevesebb bajnoki győzelem egy szezonban: 2 - 1973/74
- Legtöbb pont egy szezonban: 82 - 2009/10
- Legnagyobb bajnoki győzelem: 8-1, a Chesterfield ellen (1926. december 18.)
- Legnagyobb nézőszám: 24 231, a Notts County ellen
- Legtöbbször pályára lépő játékos: Gary Jones (464 meccs)
- Legtöbb gólt szerző játékos: Reg Jenkins (119 gól)[2]
- Legtöbb gólt szerző játékos egy szezonon belül: Albert Whitehurst (44 gól az 1926/27-es szezonban)[2]
- Legdrágábban leigazolt játékos: Paul Connor (150 ezer fontért a Stoke Citytől, 2001-ben)[7]
- Legdrágábban eladott játékos: Bobby Grant (900 ezer fontért a Blackpoolhoz, 2013-ban)

## Külső hivatkozások
- Hivatalos weboldal
- A Rochdale hírei a BBC Sporton